# Элиас, Рикардо Леонсио
Рикардо Леонсио Элиас Ариас — (исп. Ricardo Leoncio Elías Arias; 12 сентября 1874 — 20 марта 1951) — перуанский военный и политический деятель, занимал пост президента Перу с 1 по 5 марта 1931 года.
Рикардо Леонсио Элиас организовал одно из нескольких движений против президента Легии, после свержения которого на посту президента был утверждён Луис Мигель Санчес Серро, который также не устраивал Элиаса, и он продолжил борьбу за власть. Вскоре Санчес Серро был вынужден отказаться от власти, после чего президентом стал Рикардо Леонсио Элиас Ариас, пробыл он на этом посту всего четыре дня с 1 по 5 марта 1931 года, поскольку сам был отстранён Густаво Хименесом, который, в свою очередь, сам продержался у власти всего на один день больше Элиаса. Рикардо Леонсио Элиас пребывал на посту председателя Верховного суда Перу.